# 임세현
임세현(1988년 5월 30일 ~ )는 과거 대한민국의 축구 선수로, 현역 시절 포지션은 공격수였었다.